# Szkoła Podstawowa nr 1 w Leżajsku
Szkoła Podstawowa nr 1 im. Mikołaja Kopernika w Leżajsku – najstarsza placówka oświatowa działająca na terenie miasta Leżajska wywodząca się z wcześniej działającej Szkoły Męskiej.

## Historia szkoły

### Lata1875–1939
W czasie rozbiorów Leżajsk znajdował się na terenie zaboru austriackiego. W 1875 roku Wysoka Cesarsko – Królewska Rada Szkolna Krajowa podzieliła istniejącą wówczas szkołę główną w Leżajsku na dwie oddzielne szkoły: czteroklasową szkołę męską z 4 nauczycielami i trzyklasową szkołę żeńską z 3 nauczycielami. Szkoła męska mieściła się przy placu Szkolnym (dzisiejszy Plac Rudolfa Jaszowskiego). Kierownikiem jej był Sebastian Kołodziej. Przy szkole prowadzono warzywnik, sad i pasiekę. Niestety budynek szkolny został zniszczony przez pożar i przez pewien czas lekcje odbywały się w zastępczych pomieszczeniach. Istotna zmiana zaszła w szkole w 1897 roku, kiedy zamieniono ją na pięcioklasową. Kierownikiem wówczas został Józef Kublin. W następnych latach wzrosła też liczba pracujących tutaj nauczycieli do 7 osób. Zmieniali się też kierownicy i program, a od 1908 r. zaczął obowiązywać program szkoły sześcioletniej. W roku 1909 z inicjatywy Ludwika Dziadeckiego, nauczyciela, a od 1910 kierownika szkoły męskiej został zorganizowany Komitet obchodów rocznicy Bitwy pod Grunwaldem. Dla uczczenia tej ważnej narodowej rocznicy powołano Komitet Budowy Szkoły w Leżajsku. Wynikiem jego działalności było wzniesienie w 1911 roku okazałego budynku dla szkoły męskiej (obecnie jedno skrzydło placówki). Ulicę, przy której zbudowano budynek, nazwano Grunwaldzką. 

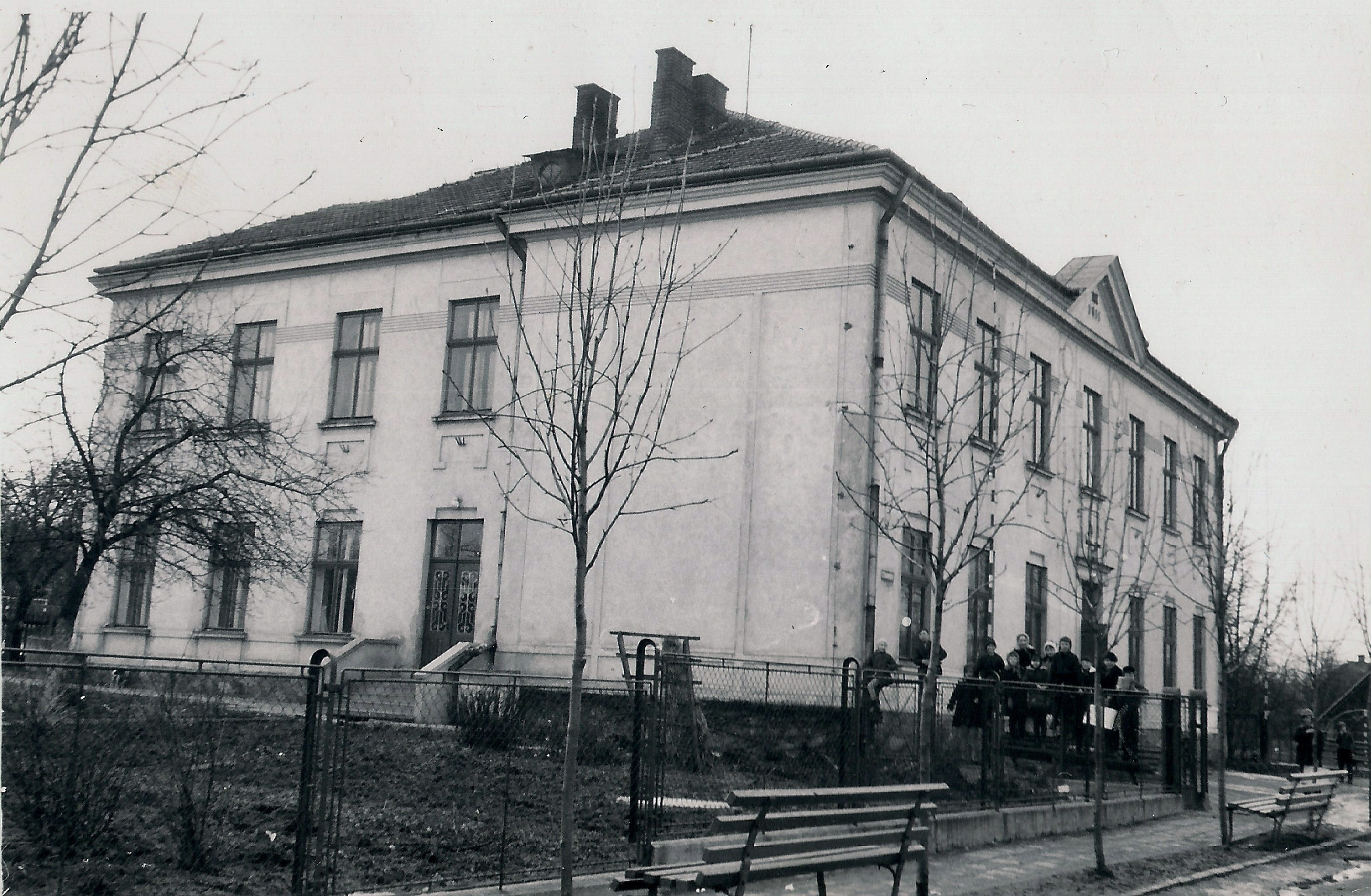
Budynek Szkoły Podstawowej nr 1 oddany do użytku w 1911 roku (wygląd w roku 1968)

W latach I wojny światowej budynek szkolny zajęty był na koszary przez wojsko i żandarmerię, a następnie zamieniony magazyn i szpital wojenny. Przebywali w nim na przemian żołnierze austro-węgierscy i rosyjscy Uległ zniszczeniu sprzęt, a z powodu okupacji rosyjskiej w jesieni i zimie 1914/1915 roku lekcje nie były prowadzone. Rosjanie pozwolili na otwarcie szkoły dopiero w marcu 1915 roku, ale pod warunkiem nauczania w niej języka rosyjskiego oraz stosowania podręczników używanych w szkołach Królestwa Polskiego, lekcje odbywały się jednak w wynajętych pomieszczeniach, bo budynek nadal zajmowało wojsko. Kolejne zmiany zaszły po odzyskaniu niepodległości. Od 1919 roku Szkoła Męska w Leżajsku stała się siedmioklasową Publiczną Szkołą Powszechną, a wśród uczniów byli Polacy,Żydzi i Ukraińcy. W szkole przestrzegana była pełna tolerancja wyznaniowa. Prowadzono zajęcia z religii dla dzieci wyznań: rzymskokatolickiego, greckokatolickiego i mojżeszowego.

### II wojna światowa1939–1944
1 września 1939 nie rozpoczęto nauki, a tuż po 13 września 1939 tj. po wkroczeniu okupantów do Leżajska, budynek został przejęty przez hitlerowskie szturmowe oddziały SS. Rabowano, wywożono i niszczono pomoce oraz wyposażenie szkolne. Aresztowano kierownika szkoły Romana Szczupaka i nauczycieli Władysława Urbańskiego i Józefa Bauera, których po dwutygodniowym pobycie w rzeszowskim więzieniu zwolniono. Kiedy po 1 grudnia 1939 szkoła rozpoczęła znów swą działalność, musiało być to zgodne z wymaganiami Niemców i według narzuconego przez nich programu. Przyznano jedynie 3 etaty nauczycielskie, a na jednego nauczyciela przypadało 70 uczniów. Warunki lokalowe i materialne były coraz trudniejsze, np. aby w okresie zimowym mogły odbywać się zajęcia, drewno opałowe konspiracyjnie dostarczali pracownicy nadleśnictwa, a często przynosiły je same dzieci. Niemcy zabronili nauki geografii, historii i literatury polskiej oraz korzystania z podręczników przedwojennych. Przeciwstawiając się celom niemieckiej polityki szkolnej i oświatowej nauczyciele Leżajskiej Szkoły Męskiej zbagatelizowali zarządzenie okupanta zabraniające nauczania np. programów przedwojennych, nie przestrzegali także nakazu podawania ograniczonych wiadomości. Przemycano wiadomości z literatury polskiej, historii, geografii, na zakaz śpiewania pieśni patriotycznych odpowiadano ich nauczaniem. Zorganizowano także tajne nauczanie grup uczniowskich w domach nauczycieli i uczniów. Zrobiono wszystko, aby dzieci przygotować do podjęcia nauki w szkole średniej. Lata hitlerowskiej okupacji nie były zmarnowanym okresem w historii szkoły między innymi dzięki takim nauczycielom, jak Wojciech Zygmunt, Anna Romańska i inni.

### Lata powojenne1944–1966
11 września 1944 roku Publiczna Szkoła Powszechna nr 1 w Leżajsku rozpoczęła swą działalność według wytycznych instrukcji Ministerstwa Oświaty z dnia 2 września 1944 r.  W roku 1945 oprócz Powszechnej Szkoły Męskiej w budynku mieściła się także (tymczasowo) Szkoła Powszechna Żeńska nr 2 i Szkoła Zawodowa Metalowa. Funkcje kierownika w Szkole Męskiej i Szkole Zawodowej pełnił równocześnie Roman Szczupak. W 1948 zgodnie z instrukcją Ministra Oświaty, wprowadzono nazwę Szkoła Podstawowa i szkoła przyjęła nazwę Publiczna Szkoła Ogólnokształcąca Stopnia Podstawowego. W 1952 roku dokonano elektryfikacji i radiofonizacji szkoły. Od roku szkolnego 1954–55 nastąpił wzrost liczby uczniów szkoły związany z przyłączeniem dotychczasowej filii Szkoły Podstawowej nr 2 działającej w dzielnicy Podklasztor oraz wyżem demograficznym. W 1959 roku w związku z wprowadzeniem koedukacji do szkół Szkoła Męska została przeorganizowana w szkołę koedukacyjną. Rok szkolny 1965–66 był ostatnim rokiem edukacji 7-letniej, w tym też czasie Roman Szczupak zrezygnował z funkcji kierownika.

### Lata1966–1999

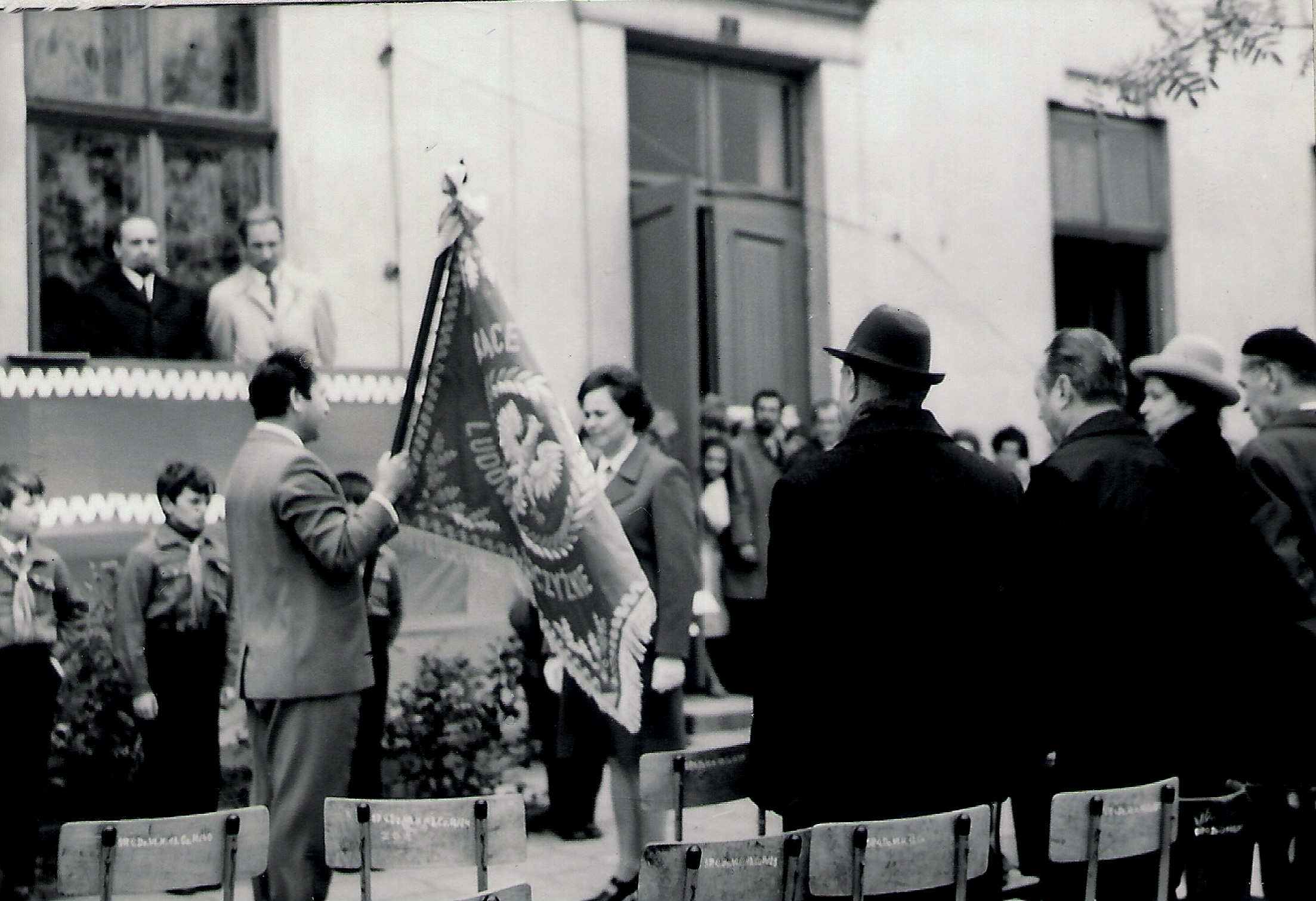
Dyrektor SP nr 1 w Leżajsku Janina Kozaczenko odbiera sztandar szkoły z rąk Prezesa W.S.S. o. Leżajsk A.Zublińskiego

W wyniku reformy szkolnictwa od 1 września 1966 r. w szkole rozpoczęto naukę w cyklu 8-letnim. Od tego też dnia obowiązki kierownika objęła mgr Janina Kozaczenko. W związku ze zwiększeniem liczby klas, a co za tym idzie ilości uczniów, Szkoła miała spore trudności lokalowe. W szkole nauka odbywała się na dwie zmiany. Wielkim wydarzeniem w historii SP nr 1 było nadanie jej 13 lipca 1973 r. imienia Mikołaja Kopernika przez Kuratora okręgu szkolnego w Rzeszowie Józefa Kolbusza. Uroczystość przyjęcia imienia połączona z otrzymaniem sztandaru i odsłonięciem tablicy pamiątkowej ku czci wielkiego astronoma odbyła się z okazji 500-lecia urodzin Mikołaja Kopernika w dniu 14 października 1973. W roku 1973/74 utworzono w szkole dodatkowo klasę specjalną dla dzieci opóźnionych w rozwoju umysłowym. Zajęcia odbywały się w odrębnym budynku, wynajmowanym przez szkołę przy ulicy Żwirki i Wigury. Klasy specjalne funkcjonowały przez dwa lata, do utworzenia odrębnej Podstawowej Szkoły Specjalnej. W roku 1975 Liceum Ogólnokształcące w Leżajsku przekazało szkole mieszczący się po sąsiedzku budynek sali gimnastycznej. O tego momentu szkoła miała zadowalające warunki do uprawiania sportu i zajęć fizycznych. Ponieważ przez cały czas szkoła miała kłopoty lokalowe, wielokrotnie starano się uzyskać zgodę na rozbudowę budynku. 29 września 1983 r. na wspólnym zebraniu Rady Pedagogicznej i Komitetu Rodzicielskiego podjęto uchwałę o rozbudowie szkoły w czynie społecznym, wybrano Społeczny Komitet Rozbudowy Szkoły Podstawowej nr 1. Pierwsze prace rozpoczęto już wiosną 1984, a 27 listopada 1984 r. uroczyście wmurowano akt erekcyjny pod rozbudowę szkoły. W trakcie tej uroczystości za wzorową pracę dydaktyczną i społeczną wicewojewoda rzeszowski Józef Król udekorował sztandar szkoły odznaką „Zasłużony dla województwa rzeszowskiego”. W ramach rozszerzania oferty oświatowej w 1985 r. wprowadzono do nauczania język niemiecki. W związku z otwarciem nowej placówki tj. SP nr 3 w roku szkolnym 1987/88 ze szkoły odeszło około 200 uczniów. 22 grudnia 1988 r. odbyła się uroczystość otwarcia nowego skrzydła szkoły. Poprawiły się zdecydowanie warunki pracy i nauki. Szkoła obecnie dysponuje 16 salami lekcyjnymi, biblioteką, świetlicą, stołówką, a zajęcia odbywają się tylko na jedną zmianę. Od początku lat 90. w związku z narastającym niżem demograficznym stopniowo zmniejszała się liczba uczniów i nauczycieli. Pojawiły się także problemy finansowe związane z utrzymaniem placówki. Sytuację poprawiło przejęcie z dniem 1 stycznia 1996 r. finansowania szkoły przez samorząd Miasta Leżajska.

### Po roku2000

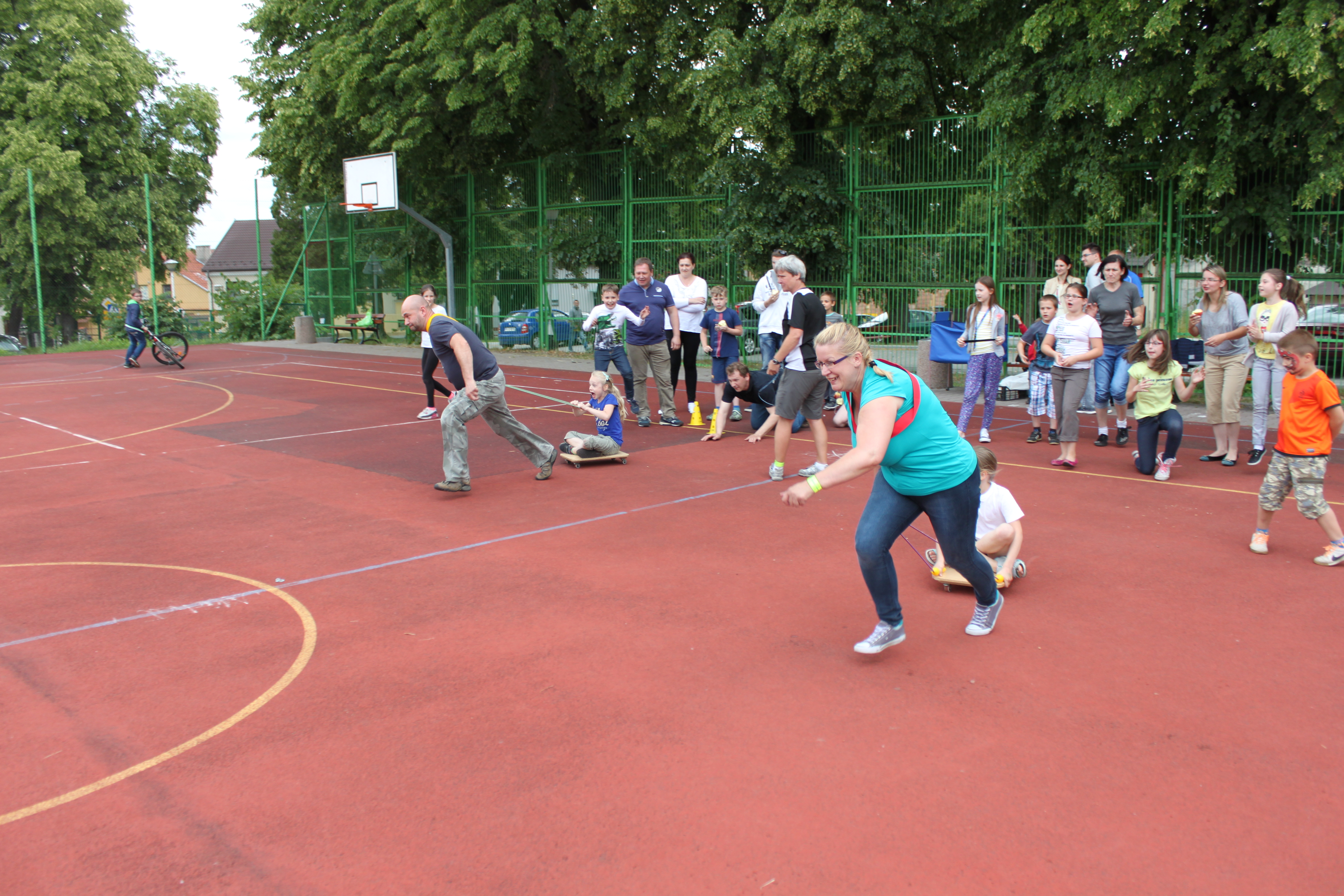
Piknik Rodzinny SP nr 1 w czerwcu 2015 – wyścigi wózków

Reforma ustroju szkolnego wprowadzona przez Ustawę z dnia 8 stycznia 1999 r. wprowadziła nowy typ szkoły – 6-klasową szkołę podstawową. Według nowej struktury Szkoła Podstawowa nr 1 zaczęła funkcjonować od roku szkolnego 2000/2001. Systematycznie w szkole polepszają się warunki pracy i nauki. Otwarto dwie pracownie komputerowe z dostępem do internetu. W roku 2010 do użytku oddane zostało nowo wybudowane dzięki dotacji Ministerstwa Sportu boisko wielofunkcyjne. W związku z wprowadzeniem obowiązku szkolnego dla dzieci 6 letnich obok budynku sali gimnastycznej wybudowano plac zabaw oraz przeprowadzono niezbędne prace adaptacyjne w budynku szkoły. W roku szkolnym 2015/16 naukę w szkole rozpoczęły dwie pierwsze klasy, z czego w jednej uczą się tylko dzieci 6 letnie.
Szkoła stara się integrować zarówno dzieci jak i rodziców, dlatego organizowane są różnego rodzaju imprezy szkolne, na które zapraszane są całe rodziny. Sztandarowym przykładem tego typu imprez są szkolne pikniki rodzinne połączone z dniami sportu, w czasie których nauczyciele, dzieci, i rodzice spotykają się na placu szkoły przy grillach, uczestniczą wspólnie w różnego rodzaju konkursach przeplatanych występami artystycznymi uczniów oraz różnego rodzaju pokazami min. Policji i Straży Pożarnej.
W styczniu 2017 roku dzięki wsparciu Urzędu Marszałkowskiego Województwa Podkarpackiego rozpoczął się remont kapitalny budynku szkoły i sali gimnastycznej.

## Kierownicy i Dyrektorzy Szkoły oraz grono pedagogiczne

### Kierownicy Szkoły Męskiej w latach 1875-1935
| Imię i Nazwisko              | Okres pracy w szkole na stanowisku kierowniczym |
| ---------------------------- | ----------------------------------------------- |
| Sebastian Kołodziej          | 1.09.1875 – 31.08.1877                          |
| Józef Kublin                 | 1.09.1877 – 31.08.1881                          |
| Ignacy Seuchter              | 1.09.1881 – 31.08.1884                          |
| Władysław Szeliga            | 1.09.1884 – 31.08.1897                          |
| Józef Kublin                 | 1.09.1897 – 1902                                |
| Franciszek Ksawery Marszycki | 1.09.1902 – 31.08.1910                          |
| Ludwik Dziadecki             | 1.09.1910 – 1935                                |

### Kierownicy i Dyrektorzy Szkoły Podstawowej nr 1 w latach 1935-2017
| Imię i nazwisko    | Okres pracy w szkole na stanowisku kierowniczym | Wykształcenie                       | Specjalność                                                  | Przedmiot nauczania                                          |
| ------------------ | ----------------------------------------------- | ----------------------------------- | ------------------------------------------------------------ | ------------------------------------------------------------ |
| Roman Szczupak     | 1.09.1935 – 31.08.1966                          | Państwowy Wyższy Kurs Nauczycielski | geografia                                                    | geografia, fizyka                                            |
| Janina Kozaczenko  | 1.09.1966 – 31.08.1982                          | Wyższe magisterskie                 | historia                                                     | historia                                                     |
| Rozalia Świeżawska | 1.09.1982 – 2.05.1988                           | Wyższe zawodowe                     | zajęcia plastyczne, zajęcia techniczne, nauczanie początkowe | zajęcia plastyczne, zajęcia techniczne, nauczanie początkowe |
| Grażyna Dąbal      | 1.09.1988 – 31.08.1997                          | Wyższe magisterskie                 | filologia germańska                                          | język niemiecki                                              |
| Ryszard Pysz       | od 1.09.1997 - 31.08.2016                       | Wyższe magisterskie                 | wychowanie fizyczne                                          | wychowanie fizyczne                                          |
| Beata Wójtowicz    | od 1.09.2016                                    | Wyższe magisterskie                 | filologia polska, zajęcia plastyczne                         | język polski                                                 |

### Grono nauczycielskie
Na przestrzeni lat 1944-2010 w SP nr 1 w Leżajsku zatrudnionych było 152 nauczycieli w tym 132 pełnozatrudnionych i 20 niepełnozatrudnionych

## Tradycja

### Hymn szkoły
Hymn szkolny „Mikołaj Kopernik” ułożony został w 1973 roku z okazji nadania szkole imienia Mikołaja Kopernika.  Autorzy:  tekst – Janina Kozaczenko, muzyka – Ewa Lasocińska.
Obecnie w czasie uroczystości szkolnych śpiewana jest tylko pierwsza zwrotka z refrenem.

### Sztandar

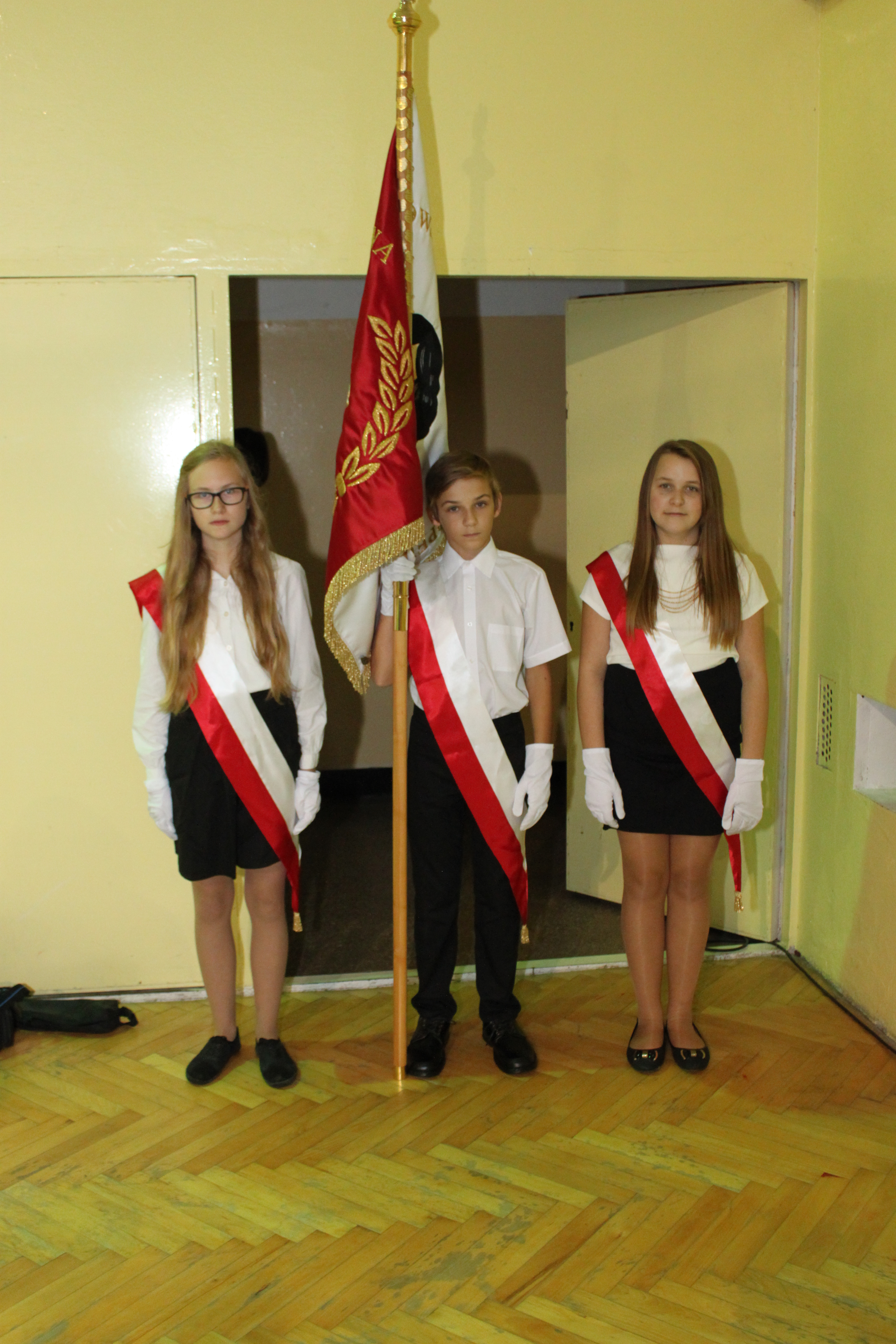
Poczet sztandarowy SP nr 1 w Leżajsku ze sztandarem z 2011 r.

Szkoła Podstawowa nr 1 im. Mikołaja Kopernika w Leżajsku sztandar otrzymywała dwukrotnie.
- Pierwszy sztandar ufundowany został przez Wojewódzką Spółdzielnię Spożywców oddział w Leżajsku – zakład opiekuńczy szkoły. Wręczenie sztandaru odbyło się 14 października 1973 r. w czasie uroczystości związanej z nadaniem szkole imienia Mikołaja Kopernika. Wręczenia sztandaru dokonał Prezes W.S.S oddział Leżajsk A. Zubliński na ręce Dyrektora Szkoły J. Kozaczenki.

Sztandar w formie kwadratu o boku 90 cm. Awers: na białym tle wyhaftowane popiersie patrona szkoły Mikołaja Kopernika w otoczeniu wieńca z liści lauru, a wokół wieńca napis Szkoła Podstawowa im. Mikołaja Kopernika w Leżajsku; w narożnikach haftowane ozdobne wzory. Rewers: na czerwonym tle wyhaftowane godło – Orzeł Biały otoczeniu wieńca z liści lauru, a wokół wieńca napis Gorące serca i czyny Ludowej Ojczyźnie; w narożnikach haftowane ozdobne wzory. Płat sztandaru obszyty złotą frędzlą. Drzewce z nabitymi pamiątkowymi gwoździami zwieńczone metalowym okuciem w formie rombu.
27 listopada 1984 r. wicewojewoda rzeszowski Józef Król udekorował sztandar szkoły odznaką „Zasłużony dla województwa rzeszowskiego"
- W związku z treścią starego sztandaru nawiązującą do lat PRL Rada Rodziców SP nr 1 w porozumieniu z Urzędem Miasta w Leżajsku podjęła decyzję o ufundowaniu dla szkoły nowego sztandaru. Poświęcenie sztandaru odbyło się 2 czerwca 2011 r. Wręczenia na ręce dyrektora szkoły Ryszarda Pysza dokonała delegacja Rady Rodziców z przewodniczącym Januszem Lorfingiem.

Sztandar w formie kwadratu o boku 90 cm. Awers: na białym tle wyhaftowane popiersie patrona szkoły Mikołaja Kopernika otoczone napisem Szkoła Podstawowa nr 1 im. Mikołaja Kopernika w Leżajsku. Rewers: na czerwonym tle wyhaftowane godło – Orzeł Biały w koronie; ponad Orłem napis: Bóg – Honor – Ojczyzna; poniżej Orła wieniec laurowy. Płat sztandaru obszyty złotą frędzlą. Drzewce z nabitymi pamiątkowymi gwoździami zwieńczone metalowym okuciem w formie orła w koronie.

### Tablica pamiątkowa patrona

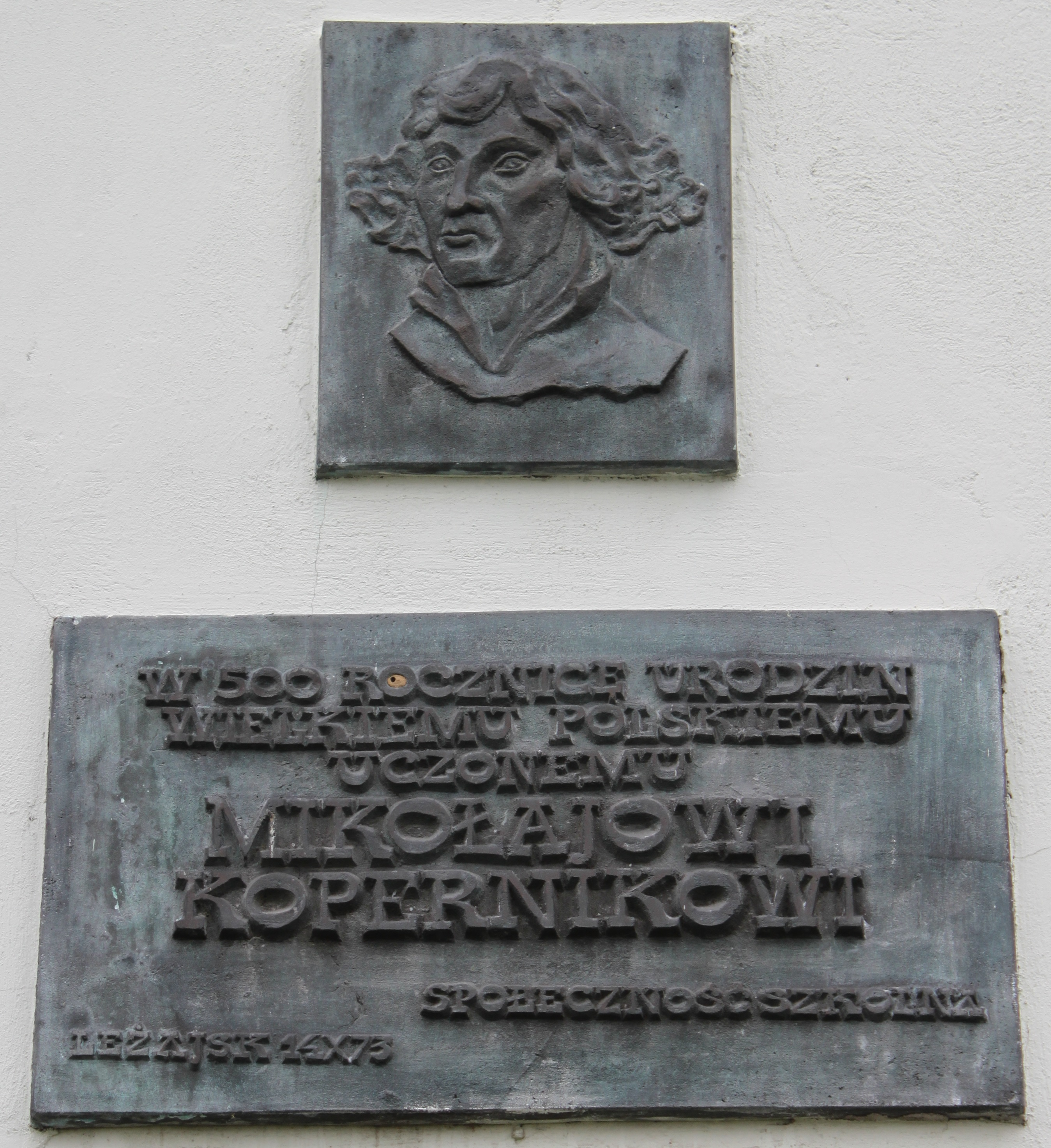
Tablica Pamiątkowa z okazji 500 lecia urodzin Mikołaja Kopernika na budynku SP nr 1 w Leżajsku odsłonięta 14 października 1973 r.

Tablica pamiątkowa patrona szkoły została odsłonięta z okazji 500 lecia urodzin Mikołaja Kopernika podczas uroczystości nadania Szkole Podstawowej nr 1 w Leżajsku imienia astronoma. Odsłonięcia dokonał I sekretarz KP PZPR w Leżajsku Józef Samojedny.
Dwuczęściowa, wykuta w kamieniu tablica wmurowana została w ścianie frontowej budynku szkoły. Część górną stanowi popiersie Mikołaja Kopernika. Na części dolnej znajduje się napis: W 500 rocznicę urodzin wielkiemu polskiemu uczonemu Mikołajowi Kopernikowi społeczność szkolna Leżajsk 14-X-73.

### Budynek szkoły
Budynek szkoły został wpisany w 2012 roku jako obiekt zabytkowy nr 73 do „Wykazu obiektów objętych gminną ewidencją zabytków na terenie miasta Leżajska”

## Sport i kółka zainteresowań
W Szkole Podstawowej nr 1 działają następujące kluby i kółka zainteresowań.
Sport
- Klub szachowy UKS SP1 Leżajsk – IV i V  liga podkarpacka
- Klub tenisa stołowego UKS SP1 Leżajsk – V liga podkarpacka
- Szkolny Klub Sportowy (klasy starsze)
- Akademia szachowa (klasy młodsze)

Pozostałe
- Kółko polonistyczne (klasy starsze)
- Kółko polonistyczno-matematyczne (klasy młodsze)
- Kółko matematyczne (klasy starsze)
- Kółko przyrodnicze (klasy starsze)
- Innowacje przyrodnicze (klasy starsze)
- Kółko Plastyczne (klasy starsze)
- Zajęcia plastyczne (klasy młodsze)
- Zespół muzyczny – flety (klasy młodsze)
- Chór (klasy młodsze/klasy starsze)
- Zajęcia biblioteczne (klasy młodsze/klasy starsze)
- Klub modelarski Pierwsza Eskadra Modelarska

## Absolwenci
- Franciszek Leja[5]
- Stanisław Błaszczyna[6]